# Flughafen Kiruna

i7
i11
i13
Der Flughafen Kiruna (schwedisch Kiruna flygplats, englisch Kiruna Airport, IATA-Code: KRN, ICAO-Code: ESNQ) nahe der Stadt Kiruna liegt in der Gemeinde Kiruna und ist der nördlichste Flughafen in Schweden.

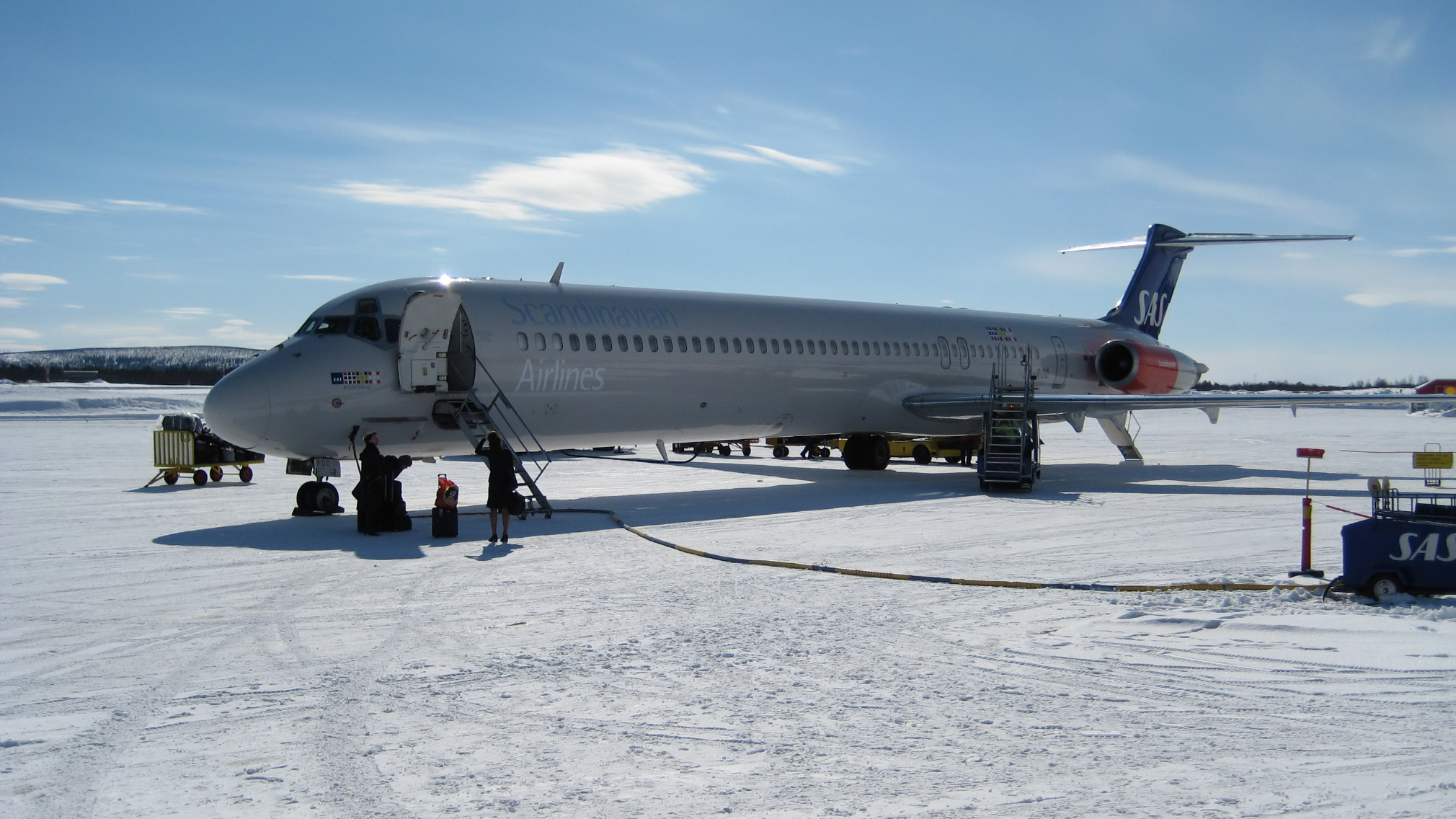
Flugzeug der SAS in Kiruna

Neben Privatflugzeugen werden an diesem kleineren Flughafen auch Linienflüge abgefertigt. Derzeit betreiben u. a. SAS Scandinavian Airlines sowie Norwegian Air Shuttle Linienrouten nach Stockholm. Darüber hinaus werden auch regionale Ziele angeflogen. Im Jahr 2016 wurden knapp 250.000 Passagiere abgefertigt.
Am Flugplatz befindet sich das Doppler-VOR Kiruna (KRA, 115.20), welches mit einem DME ausgerüstet ist.